# Carl Tamayo
Carl Vincent Caballon Tamayo (Talisay, 13 febbraio 2001) è un cestista filippino professionista nella KBL con i Changwon LG Sakers.

## Biografia
Tamayo nasce a Talisay da Simpoy ed Hermenia Tamayo. Il padre era un ex cestista mentre la madre era un ex pallavolista. Perde il padre pochi giorni dopo la sua nascita a causa di un attacco cardiaco.

## Carriera
Prima di appassionarsi alla pallacanestro, Tamayo giocava a biliardo. 
L'11 gennaio 2023 firma il suo primo contratto professionistico con i Ryukyu Golden Kings della B.League. Nonostante i pochi minuti concessi dall'allenatore, Tamayo riesce comunque a dare il suo contributo alla vittoria della squadra del campionato 2022-23.
Viene rilasciato dalla squadra giapponese nel gennaio del 2024 sotto accordo reciproco.
Il 5 giugno 2024 firma con i Changwon LG Sakers della Korean Basketball League. Qui, trova più spazio, riuscendo anche a guidare la squadra alla conquista del titolo 2023-24 e diventando il primo filippino a vincere sia un campionato giapponese che uno coreano.

### Nazionale
Debutta con la nazionale filippina nel 2021 alle qualificazioni al campionato asiatico 2022. Viene convocato nel roster iniziale per il campionato del mondo FIBA 2023 ma viene tagliato dai 12 giocatori finali a causa di un infortunio.